# 石海椒
石海椒（学名：Reinwardtia indica），为亚麻科石海椒属下的一个植物种。
种名indica意为印度的。